# カンチョー

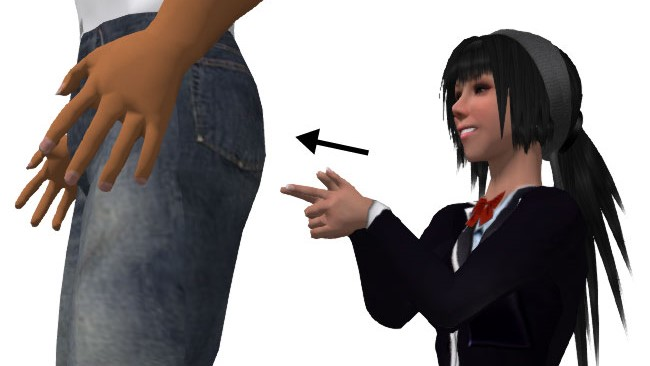

カンチョーとは、主に子供などが行う、指を肛門に突き差す悪戯のこと。
主に両手の掌を合わせて中指・薬指・小指を曲げて組み、両人差し指で肛門を突く。

## 名称の由来
カンチョーという名称は、大便の排出を促したり、栄養を補給したりするために、肛門に医薬品を注入する「浣腸」に由来する。
口頭では同音のため、特に浣腸との区別が必要な場合には指カンチョーと呼ばれる。

## 問題点
カンチョーは、スカートめくりと同様の性的ないじめであり、性犯罪である。

## 漫画作品等におけるカンチョー
- 『トイレット博士』では、メタクソ団が「七年殺し」としてカンチョーをする場面がよく登場する。しかし、「七年殺し」の場合は、犠牲者の肛門から両手を挿入し、直腸内で手を開く行為が描写されている。技名の元ネタは漫画『空手バカ一代』の「三年殺し」であるが、それを「ロシアのサンボの裏技＝カンチョー」という意味合いにして、カンチョーをされた男・イワンの3年後を描いた楽曲が筋肉少女帯『イワンのばか』である。
- 1970年代の永井豪作品には、カンチョー描写が多く、少年誌に相応しくないSM的描写が多く用いられていた。
- 『NARUTO』では、はたけカカシ（後に、主人公のうずまきナルトも）が「木ノ葉隠れ秘伝体術奥義・千年殺し」という名で、痛烈なカンチョーをする。
- 『浦安鉄筋家族』では、穴川ションジーが「44カンチョー」という名の、44マグナム並の威力のカンチョーをする。
- 劇場版『クレヨンしんちゃん 嵐を呼ぶ!夕陽のカスカベボーイズ』では、主人公の野原しんのすけが敵を倒すためにカンチョーをする。
- かつての『コロコロコミック』掲載のギャグ漫画にはカンチョーを得意技とする登場人物が多数出演する作品が多かった。
  - 『おぼっちゃまくん』では、御坊茶魔が角状の頭で「ぜっこーもん」と言いながらカンチョーをしている。
  - 『うちゅう人田中太郎』においては、太郎が自分の腕が伸縮自在であるという特技をしばしば堀町タカシに対するカンチョーという形で利用していた。
- 『わたるがぴゅん!』において、主人公の与那覇わたるは人差し指と中指に加えて薬指まで使った「六本指カンチョー」というカンチョーをする。
- 『行け!稲中卓球部』の作中に、「カンチョーワールドカップ」なる大会が開催され、稲中の前野・伊沢・田中が出場する。
- 「カンチョーマン」- 1971年〜1972年にTBS系で放送された『テレビはこれだ!ドラマが3つも』にて堺正章が演じたキャラクター。日本初のバラエティヒーローと言われる。決め台詞は「カンチョーしちゃうから」。
- 『SLAM DUNK』では練習試合中に相手監督の田岡茂一の発言に激怒した桜木花道がカンチョーをし、テクニカルファウルを受けた。また、試合中動きが固かった赤木剛憲に気合を入れる意味でカンチョーした。

## プロレスにおけるカンチョー
プロレスにおいては主に、前座のコミカルな試合で、しばしばカンチョーが攻撃技として使用される。

### 主な使い手
- ドン荒川[2]
- ストーカー市川 - 本人曰く、畳を突き破るカンチョー攻撃とのこと[3]。キリモミ回転しながら放つ「ローリング・カンチョー」も使う。
- 広田さくら - 技名は「ボ・ラギノール」。
- 菊タロー
- 荒谷望誉 - 誤って味方に仕掛けることが多い。
- つぼ原人 - ボブ・サップにも伝授した[4]。